# Radikaltheorie
Unter der Radikaltheorie verstand man eine von Justus von Liebig, Friedrich Wöhler und Auguste Laurent um 1830 entwickelte Theorie zum Aufbau organischer Verbindungen.
Auguste Laurent verwendete den Begriff Radikal dann auch für Stamm- und Nebenkerne aus einzelnen Atomen bzw. auch Atomgruppen in der Kerntheorie.
Der Begriff Radikal i. S. der Radikaltheorie ist nicht mit dem modernen Begriff des Radikals in den aktuellen theoretischen Chemiekonzepten gleichzusetzen.
In der Radikaltheorie werden Aussagen über die Zusammensetzung eines chemischen Körpers getroffen, dieser bestehe aus mehreren kleinen Elementgruppen, eben den Radikalen.
Zusammen mit den, ebenfalls von Justus von Liebig entwickelten, neuen Methoden der Elementaranalyse war die Theorie wegbereitend für das Verständnis der organischen Chemie und ihrer Reaktionen im 19. Jahrhundert.
Andere zeitgleiche Überlegungen waren etwa die 1834 entworfene Substitutionstheorie (siehe hierzu Geschichte der Substitutionsreaktion) von Jean-Baptiste Dumas mit der Vorstellung der Substituierbarkeit des Wasserstoffs in organischen Verbindungen, z. B. durch Halogene.

## Problematik
Bei der Untersuchung vieler Verbindungen, die zumeist aus Naturstoffen isoliert wurden, stellte sich heraus, dass diese sehr häufig nur aus drei oder vier Elementen, nämlich Kohlenstoff, Wasserstoff, Sauerstoff und seltener Stickstoff bestehen. Mit Hilfe der Elementaranalyse konnte die Summenformel der Stoffe bestimmt werden, allerdings waren bereits damals sehr viele Stoffe bekannt, die bei gleicher Zusammensetzung (Summenformel) völlig unterschiedliche Eigenschaften hatten. Die chemischen Eigenschaften hingen also auch von der Verknüpfung der Elemente untereinander ab, die Struktur einer Verbindung konnte mit den früheren Methoden aber nicht bestimmt werden.
Darüber hinaus wurde zu dieser Zeit angenommen, dass bei einer chemischen Reaktion alle beteiligten Stoffe in ihre Bestandteile zerlegt und neu zusammengesetzt werden. Das widersprach aber der Tatsache, dass sich die Summenformel der Stoffe bei einer Reaktion oft nur geringfügig verändert und die Erkenntnisse aus der bereits weiterentwickelten anorganischen Chemie daher nicht angewendet werden konnten.

## Modell der Zusammensetzung aus Radikalen

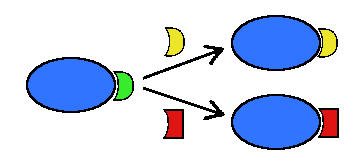
Verbindungen bestehen aus Radikalen, die sich gegenseitig austauschen können.

Liebig und Wöhler entwickelten daher ein Modell, bei dem sie annahmen, dass ein Stoff aus mehreren kleineren Elementgruppen, den sogenannten Radikalen, bestehe, die bei einer Reaktion unverändert übernommen würden. Der Begriff Radikal ist allerdings nur im Sinne einer Gruppe von Atomen zu verstehen, da zu Liebigs Zeiten die modernen Atommodelle noch nicht existierten.
Anschaulich lässt sich das Modell mit einem Fertighaus vergleichen. Wenn der Besitzer des Hauses anstelle eines Balkons einen Erker haben möchte, hat es keinen Sinn, das gesamte Haus einzureißen und, zusammen mit der Bausubstanz für einen Erker, neu aufzubauen. Stattdessen wird nur der alte Balkon abgeschlagen und der Erker neu angesetzt.

## Versuche zur Bestätigung der Theorie
|                      |                     |                       |
| Benzoesäure (C7H6O2) | Benzaldehyd (C7H6O) | Benzylalkohol (C7H8O) |

Um die Theorie zu bestätigen, untersuchten Liebig und Wöhler die Zusammensetzung von Benzoe, einem Arzneimittel, das aus dem Harz einer ostindischen Pflanze gewonnen wurde, das man aber auch erhalten konnte, wenn man Bittermandelöl, einen bekannten und beliebten Duftstoff, an der Luft stehen ließ. Heute ist der Wirkstoff aus Benzoe als Benzoesäure  bekannt, während der Hauptbestandteil von Bittermandelöl Benzaldehyd ist. Sie stellten fest, dass sich die beiden Strukturen in der Summenformel nur in einem Sauerstoffatom unterschieden. Außerdem konnten sie durch chemische Reaktionen einen weiteren Stoff herstellen, den sie Benzoestoff nannten (heute Benzylalkohol), bei dem der Wasserstoffanteil um zwei Einheiten höher war als beim Bittermandelöl.
Nachdem die grundsätzliche Verwandtschaft der drei Substanzen bewiesen war, führten sie verschiedene chemische Reaktionen mit den Stoffen durch, unter anderem die Umsetzung mit Chlor, Brom, Iod und Ammoniak. Sie konnten dabei zeigen, dass bei den Reaktionen ein Grundgerüst mit der Formeleinheit C7H5O stets unangetastet blieb. Liebig und Wöhler nannten dieses Grundgerüst Benzoyl und betrachteten es als Radikal der Benzoesäure, das von allen anderen Substanzen umlagert wird.

„Wir finden, daß sie sich alle um eine einzige Verbindung gruppieren, welche in fast allen ihren Vereinigungsverhältnissen mit anderen Körpern ihre Natur und ihre Zusammensetzung nicht ändert. Diese Beständigkeit, diese Consequenz in den Erscheinungen, bewog uns, jene Verbindung als einen zusammengesetzten Grundstoff anzunehmen, und dafür eine besondere Benennung, den Namen Benzoyl, vorzuschlagen.“

## Auswirkungen der Radikaltheorie
Die Radikaltheorie kann als einer der Grundpfeiler der modernen organischen Chemie angesehen werden, da hier zum ersten Mal das Konzept der Unterteilung eines Moleküls in mehrere funktionelle Einheiten beschrieben wurde. Dieses Konzept wird auch heute noch im Rahmen der Funktionellen Gruppen verwendet und ist die Basis der Einteilung in Stoffklassen. Auch die systematische Nomenklatur von Verbindungen nutzt diese Unterteilungen, wobei die auf dem Benzaldehyd beruhende C7H5O-Einheit nach wie vor die Vorsilbe Benzoyl- erhält.